# Omar Hakim
Omar Hakim (født 11. februar 1959 i New York) er en amerikansk trommeslager.
Omar Hakim er mest kendt for sit arbejde med Sting, David Sanborn, Mike Mainieri og fusionsgruppen Weather Report. Han indspillede pladen Let's Dance med David Bowie, og var med på pladen Brothers in Arms med Dire Straits. Har ligeledes turneret med Madonna op gennem 90'erne. Han er gift med keyboardspilleren Rachel Z.

## Vigtige indspilninger
- Urzula Dudziak – Love Is Forever Sorrow Is Not (1982)
- Mike Maineri – Live at Seventh Avenue South (1982)
- David Sanborn – As We Speak (1982)
- David Bowie - Let´s Dance (1983)
- Weather Report – Procession (1983)
- Weather Report - Live in Cologne (1983)
- Weather Report – Domino Theory (1984)
- Weather Report – Sportin Life ( 1985)
- Weather Report - Live and Unreleased (2002)
- Dire Straits – Brothers in Arms (1985)
- Sting – Dream of The Blue Turtles (1985)
- Sting – Bring On the Night ( live ) (1986)
- Omar Hakim - A Recording Session (1988)
- Victor Bailey – Bottoms Up (1989)
- Omar Hakim – Rythm Deep (1989)
- Victor Bailey – Low Blow (1999)
- Omar Hakim – The Groovesmith (2000)
- Victor Bailey – That´s Right (2001)
- Omar Hakim / Rachel Z - Trio of OZ (2012)
- Omar Hakim Experience - We Are One (2014)

## DVD
- Weather Report - Live in Cologne 1983
- Weather Report - Live in Tokyo 1984
- Sting - Bring on the Night
- Express Yourself - Instruktions DVD vol. 1
- Let It Flow - Instruktions DVD vol. 2

## Eksterne kilder og henvisninger
- Om Omar Hakim Arkiveret 14. januar 2010 hos  Wayback Machine
- Musikeksempler
- Omar Hakim på Allmusic
- Omar Hakim på Discogs
- Omar Hakim på MusicBrainz
- Omar Hakim på VGMdb